# Sphex habenus
Sphex habenus là một loài côn trùng cánh màng trong họ Sphecidae, thuộc chi Sphex. Loài này được Say miêu tả khoa học đầu tiên năm 1832.